# Phönizier

Phönizisches Stammland, grün unterlegt

Handelsrouten und wichtige Städte der Phönizier; das Stammland rot unterlegt

Phönizier (auch Phönikier oder Phöniker, altgriechisch Φοίνικες Phoínikes) ist ein Name für die semitischsprachige Bevölkerung, die im Altertum (im 1. Jahrtausend v. Chr.) die Levante besiedelte. Der als Phönizien (altgriechisch Φοινίκη Phoiníkē) bezeichnete geografische Raum erstreckt sich entlang der östlichen Mittelmeerküste und ihrem Hinterland, mit dem Karmel-Gebirge als natürlicher Grenze. Die nördlichste phönizische Stadt ist Aruad, die südlichste Stadt ist Dor. Die einflussreichsten phönizischen Stadtstaaten waren Akko, Aruad (Arados), Byblos, Beirut, Sidon und Tyros. Das nicht einfach zu definierende phönizische Siedlungsgebiet, das zudem zu verschiedenen Zeiten nicht immer dieselbe Größe hatte, befindet sich im Kern im heutigen Libanon, Syrien und Nord-Israel, der kulturelle Raum greift auch weit in die Region Palästina aus, nach Süden bis Gaza. Aufgrund der handelsexpansiven Natur der Phönizier sind auch Teile Siziliens, Spaniens und Nordafrikas zumindest punktuell in den phönizischen Kulturraum einzubeziehen.
Die als „Phönizier“ bezeichneten ethnischen Gruppen der Levante waren in Stadtstaaten organisiert und bildeten kein einheitliches Reich. Das als „Phönizien“ bezeichnete Gebiet ist eine Aneinanderreihung von Stadtstaaten. Obwohl die phönizischen Stadtstaaten überwiegend autonom waren, standen sie über lange Zeit hinweg unter dem Einfluss von Großreichen wie Ägypten, Assyrien, Babylonien und schließlich dem Perserreich.
Die phönizischen Stadtstaaten waren auf den Handel und die Seefahrt spezialisiert und stark in den florierenden Mittelmeerhandel eingebunden. Ihre wirtschaftliche Blütezeit dauerte von etwa 1000 bis 600 v. Chr. an. In diesem Zeitraum etablierten sie den See- und Fernhandel mit allen Großreichen und Staaten der Nachbarschaft, vor allem mit Kleinasien, Ägypten, Assyrien, Griechenland und Babylonien. Ausgehend von der Levante, gründeten die phönizischen Stadtstaaten zahlreiche Handelsniederlassungen in weiten Teilen des südlichen und westlichen Mittelmeerraums. Wichtige Exportgüter waren unter anderem Holz, Purpur und gefärbte Textilien, Elfenbein und Elfenbeinobjekte, sowie Nahrungsmittel wie z. B. Wein und Olivenöl. Besonders gefragt war das Zedernholz aus dem Libanongebirge. Sie fungierten auch als Zwischenproduzenten, so verarbeiteten sie z. B. importiertes Erz wie etwa Zinn von den Zinninseln aus dem antiken Britannien oder Kupfer aus Zypern und verkauften die daraus entstehenden Produkte (Bronze) weiter.

## Name

### Altägyptische Etymologie
In altägyptischen Quellen wird Fenchu erwähnt. Der Ausdruck Fenchu stand unter anderem mit den mit ihnen handelnden Inseln der Ägäis, den sogenannten Inseln der Fenchu, in Verbindung.
Die ägyptische Bezeichnung leitet sich von fench („Zimmerer, Tischler“) ab und bezieht sich insbesondere auf den Handel mit Holz, den die Phönizier auch mit den Inseln der Ägäis betrieben. Ägypten importierte die im Libanon wachsende Zeder für den Schiffbau. In diesem Zusammenhang entstand der Beiname „Länder der Baumfäller“ beziehungsweise „Baumfällerland“. In einer Inschrift rühmte sich Sethos I., die „Länder (Stadtstaaten) der Fenchu vernichtet zu haben“.

### Griechische Etymologie
Bei dem Namen Phönizier handelt es sich nicht um eine Eigenbezeichnung. Der Begriff geht auf die alten Griechen zurück. Er ist eine Sammelbezeichnung für die Bewohner der Levante und schließt damit z. B. auch Hebräer und Kanaanäer mit ein. Die phönizischen Stadtstaaten teilten zwar viele kulturelle Merkmale, identifizierten sich jedoch nicht als Einheit in dem Sinne der altgriechischen Bezeichnung. Antike phönizische Quellen ordnen die Bewohner der Küste den entsprechenden Stadtstaaten zu, die Rede ist daher z. B. von Tyrern, Sidoniern und Arwaditern.
Der Name Phönizier leitet sich von der mykenischen Bezeichnung po-ni-ki-jo (Linearschrift B) beziehungsweise der altgriechischen Bezeichnung Φοίνικες Phoínikes ab. Dieser Begriff ist seit Homer belegt und steht im Zusammenhang mit φοίνιξ phoínix „purpurrot“, somit etwa die Purpurroten: Das Färben von Stoff mit Hilfe von Purpurschnecken war ein typisch phönizisches Handwerk. Dieser Begriff ließ sich – vielleicht volksetymologisch – mit dem griechischen Adjektiv φοινός phoinós „blutrot“ verbinden, das wiederum von φόνος phónos „Mord“ bzw. φονεῖν phoneîn „töten“ abzuleiten ist.
Von den Römern wurden in der Folge auch die Bewohner der phönizischen Kolonien in Nordafrika, z. B. Karthago, als Poeni (Punier) bezeichnet.

## Sprache und Schrift

Verbreitung der semitischen Sprachen um 500 v. Chr. im Vorderen Orient. Die phönizisch-punische Sprache ist rot unterlegt; phönizische Sprachgebiete am westlichen Mittelmeer (Karthago u. a.) sind hier nicht angezeigt

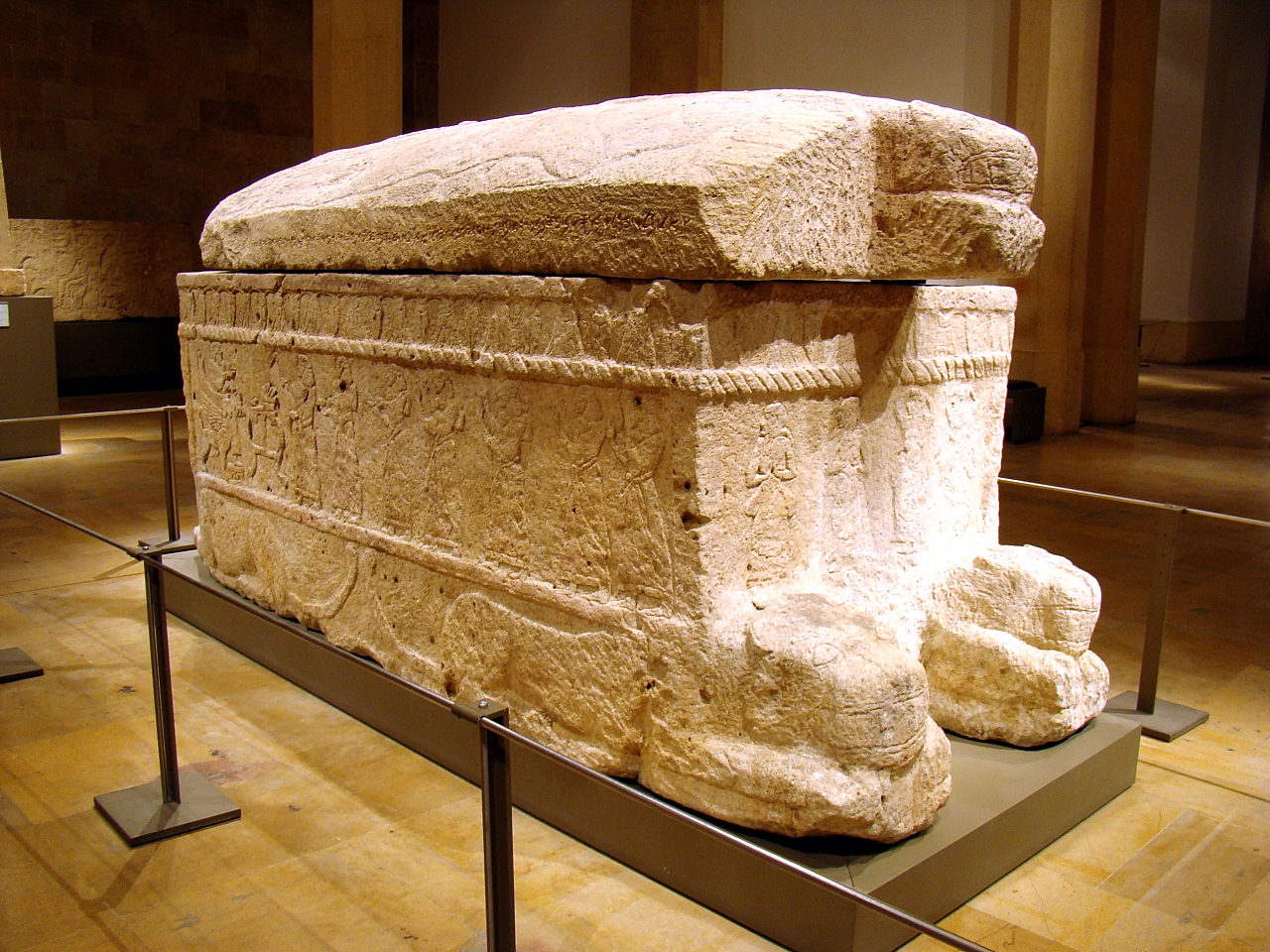
Phönizische Schriftzeichen am Deckel des Ahiram-Sarkophags, Byblos (um 1000 v. Chr.)

In der nördlichen Levante gibt es eine weit zurück reichende Schrifttradition. So gab es nördlich der phönizischen Stadtstaaten in Ugarit eine Keilschrift, deren Zeugnisse bis auf 2400 v. Chr. zurück datieren. In Byblos wurde unter ägyptischem Einfluss eine Silbenschrift entwickelt, die Byblos-Schrift. Doch erst etwa 1100 v. Chr. wurde die Alphabetschrift erfunden, das bedeutendste, da nachhaltigste phönizische Exportgut.
Phönizisch, wie es nun in die Welt hinaus getragen wurde, war eine nordwestsemitische Sprache, die mit mehreren anderen Sprachen der Levante ein Dialektkontinuum bildete und die sich nur wenig vom Althebräischen unterscheidet. Die Sprache steht auch dem Moabitischen und Ammonitischen nahe.
Das phönizische Alphabet besteht aus 22 Konsonanten (Vokale wurden nicht notiert). Durch die weitläufigen Handelsaktivitäten verbreitete sich das phönizische Alphabet im Mittelmeerraum. Im 8. Jahrhundert v. Chr. erreichte es Spanien und entwickelte eine gesonderte Ausprägung in der punischen Sprache Nordafrikas ausgehend von Karthago. Phönizische Inschriften sind vom 9. bis zum 3. Jahrhundert v. Chr. in verschiedenen Mittelmeerregionen (Zypern, Rhodos, Kreta, Malta, Sardinien und Attika) belegt. Vom 8. bis zum Ende des 7. Jahrhunderts v. Chr. ist das Phönizische auch im luwischen Sprachgebiet in Kleinasien verbreitet. In Inschriften lassen sich unterschiedliche Dialekte einzelner phönizischer Städte unterscheiden. Originalquellen aus dem phönizischen Gebiet sind im 1. Jahrtausend v. Chr. bis um 2. Jahrhundert v. Chr. zwar zahlreich; sie befassen sich vor allem mit religiösen Themen. Informationen über die Geschichte oder die interne Organisation der phönizischen Stadtstaaten sind dagegen rar. Der plausibelste Grund für den Verlust der phönizischen Literatur ist die Vergänglichkeit der meisten Schriftträger, die vermutlich aus organischen Materialien bestanden. Das Ausmaß der phönizischen Literatur lässt sich daher schwer schätzen. Doch ist es wahrscheinlich, dass sie sehr umfangreich war. Daher ist unser heutiges Wissen über die phönizische Kultur, Verwaltung, Organisation und Landwirtschaft beschränkt. Diese Bereiche lassen sich nur vereinzelt über externe Quellen nachvollziehen.
Auch phönizisch-punische Quellen sind rar. Ausnahmen sind lediglich wenige punische Sätze im fünften Akt der Komödie Poenulus von Plautus sowie verschiedene Sprachdenkmäler in Form von Inschriften, Münzfunden und Fragmenten späterer römischer und griechischer Autoren, etwa Augustinus von Hippo und Eusebius von Caesarea. Überlieferungen – z. B. das mehrbändige Werk des Mago über den Ackerbau, das ins Lateinische übersetzt wurde – erlauben weitere Einblicke. Erhalten ist zudem eine griechische Übersetzung eines Reiseberichts von Hanno dem Seefahrer.

## Herkunft
Ethnologisch handelt es sich bei den Bewohnern der östlichen Mittelmeerküste wahrscheinlich um Kanaanäer oder Aramäer. Einhergehend mit den politischen und ethnischen Umwälzungen, die u. a. den Übergang der Bronzezeit in die Eisenzeit kennzeichnen, können charakteristische Veränderungen im Gebiet der Phönizier in Schrift, Sprache und Namensgebung von Personen beobachtet werden.
Zu der Herkunft der Phönizier gibt es neben den Beobachtungen der modernen Forschung auch antike Textquellen, welche sich mit dieser Thematik befassen. Beispiele dafür finden sich in der Mythologie sowie in der antiken Geschichtsschreibung: Phoinix, der Bruder von Kadmos und Europa, gilt in der griechischen Mythologie als Stammvater der Phönizier. Nach den Historien des Herodot stammten die Phönizier vom Roten Meer und hatten ihren Ursprung im Gebiet des Persischen Golfs. Er schreibt:

«Περσέων μέν νυν οἱ λόγιοι Φοίνικας [αἰτίους] φασὶ γενέσθαι τῆς διαφορῆς [αἰτίους]· τούτους γὰρ ἀπὸ τῆς Ἐρυθρῆς καλεομένης θαλάσσης ἀπικομένους ἐπὶ τήνδε [τὴν] θάλασσαν καὶ οἰκήσαντας τοῦτον τὸν χῶρον, τὸν [καὶ] νῦν οἰχέουσι[ν], αὐτίκα ναυτιλίῃσι μακρῇσι ἐπιθέσθαι, ἀπαγινέοντας δὲ φορτία Αἰγύπτιά τε καὶ Ἀσσύρια τῇ τε ἄλλῃ [χώρῃ] ἐσαπικνέεσθαι καὶ δὴ καὶ ἑς Ἄργος (τὸ δὲ Ἄργος τοῦτον τὸν χρόνον προεῖχε ἅπασι τῶν ἐν τῇ νῦν Ἑλλάδι καλεομένῃ χώρῃ).»

„Bei den Persern nun sagen die der Worte kundigen, Phönizier seien des Streites Urheber gewesen. Diese nämlich wären vom “das Rote” genannten Meer hergekommen an unser Meer und hätten Wohnung genommen in der ganzen Gegend, in der sie jetzt wohnen. Umgehend hätten sie dann weite Seefahrten unternommen und Handel mit ägyptischen und assyrischen Waren auch andernorts, auch nach Argos hinein getrieben (während das alles Argos zu der Zeit zuvor in der Gegend tat, die jetzt Hellas genannt wird).“

In der biblischen Völkertafel der Genesis wird Sidon, der Urvater der Sidonier, als Sohn Kanaans (Enkel des Noach) bezeichnet (Gen 10,15 ). Kanaan ist der Sohn Chams. „Cham“ bedeutet im Phönizischen wie die griechische Bezeichnung des Volkes „rot“.
Durch die starke Heterogenität der Textgattungen, aus denen diese Beispiele stammen, müssen diese unter individuellen Gesichtspunkten berücksichtigt und interpretiert werden.

## Geschichte
Unser heutiges Wissen über die Geschichte Phöniziens setzt sich aus mehreren, zum Teil sehr unterschiedlichen Quellen zusammen. Originalquellen aus dem phönizischen Gebiet sind im 2. und 1. Jahrtausend v. Chr. zwar zahlreich, jedoch befassen sich diese primär mit religiösen Themen. Informationen über die Geschichte oder die interne Organisation der phönizischen Stadtstaaten sind selten. Um die historischen Ereignisse während des 1. Jahrtausends v. Chr. zu rekonstruieren, können jedoch externe philologische Quellen zu Rate gezogen werden. Eine der wichtigsten Quellen für die neuassyrische Zeit sind die Annalen der assyrischen Könige. Hinzu kommen auch Schriftzeugnisse lateinischer und griechischer Autoren und die Bibel.  Durch die starke Heterogenität der Textgattungen, aus denen die Quellen stammen, müssen diese unter individuellen Gesichtspunkten berücksichtigt und interpretiert werden. Archäologisch sind für die neuassyrische Zeit mehrere Zerstörungsschichten belegt, sowie assyrische Keramikformen und Gebäudetypen. Für die neubabylonische und persische Zeit sind die Erkenntnisse durch die Archäologie sehr spärlich. Es sind kaum Fundkontexte und Funde aus diesem Zeitraum bekannt, hierbei könnte es sich jedoch möglicherweise auch um eine Forschungslücke handeln. Der Beginn der eigentlich phönizischen Geschichte setzt um das Ende der Spätbronzezeit und den Anfang der Früheisenzeit ein. Das Ende der Spätbronzezeit ist durch einen komplexen politischen und ethnischen Wandel gekennzeichnet – in der Forschung häufig als Kollaps bezeichnet. Dieser Wandel beschränkt sich jedoch nicht nur auf die Levante, sondern betrifft den gesamten Mittelmeerraum, den vorderen Orient und zum Teil auch Gebiete darüber hinaus. Große Handelszentren entlang der Küste (z. B. Ugarit) wurden zerstört und verlieren ihre politische und wirtschaftliche Bedeutung. Das dadurch entstehende Vakuum wird vom Aufstieg anderer Siedlungen gefüllt. Es erblühen neue Handelszentren wie z. B. Sidon, Tyros und Byblos. Charakteristische Veränderungen im Gebiet der Phönizier finden in Schrift, Sprache und Namensgebung von Personen statt.

### Assyrische Dominanz (883–669 v. Chr.)
Der assyrische Herrscher Tiglath-pileser I. (1114–1076 v. Chr.) drang bereits 1090 v. Chr. bis ans Mittelmeer vor und erhielt Tributzahlungen von Sidon und Byblos. Dieser frühe Vorstoß ist jedoch nicht vergleichbar mit der späteren Einflussnahme und Oberherrschaft des assyrischen Reiches, während der assyrischen Expansion, über die Levante.
Mit dem neuassyrischen Herrscher Assurnasirpal II. (883–859 v. Chr.) begann die Expansion des Assyrischen Reiches in den Westen des Vorderen Orients, bis in den phönizischen Raum an der Mittelmeerküste. Die Handelsstädte der Levanteküste – unter anderem Sidon, Tyros, Byblos und Aruad – wurden zu Tributzahlungen an das assyrische Reich verpflichtet, blieben darüber hinaus jedoch autonom. Solche Tributzahlungen sind beispielsweise auf Steinreliefs aus Assurnasirpals II. Palast in Nimrud dargestellt. Um sich im Westen zu etablieren, waren jedoch sechs weitere Feldzüge unter Salmanassar III (858–824 v. Chr.) nötig. Aramäische Fürstentümer – darunter Aruad, Byblos, Hama und Damaskus – setzten sich weiterhin gegen die assyrische Dominanz zur Wehr, was die Schaffung assyrischer Provinzen im Westen erschwerte. Nach diesen Vorstößen ließen die assyrischen Bemühungen jedoch nach. Während der Herrschaft Adad-niraris III (810–781 v. Chr.) erstarkte das Königreich Israel und fungierte häufig als Puffer zwischen den Großmächten Ägypten und dem assyrischen Reich.
Der Höhepunkt der assyrischen Expansion lässt sich, beginnend mit Tiglath-pileser III. (745–727 v. Chr.), etwa in den Zeitraum von 745 bis 632 v. Chr. verorten und ist wahrscheinlich vor allem auf eine Reform in der Verwaltung des neuassyrischen Reiches zurückzuführen. Die Einrichtung eines stehenden Heeres ist hierbei vermutlich der ausschlaggebende Faktor und militärische Kampagnen erfolgten nahezu jährlich. Diese Kampagnen beinhalteten unter anderem Eroberungen, Zerstörungen und Plünderungen, aber auch die Einforderung von Tributzahlungen und Treueeiden. Bei Eidbruch oder nicht geleisteten Tributen drohten Bestrafungsaktionen, wie beispielsweise Deportationen. Die phönizischen Stadtstaaten blieben, wie zuvor, auch während des Höhepunkts der assyrischen Expansion überwiegend autonom. Die Angriffe der Assyrer übten jedoch einen starken Einfluss auf die tributpflichtigen Städte aus. Dies führte zu einem Wandel in Organisation und Struktur der phönizischen Stadtstaaten. Während seines ersten Feldzugs 733–732 v. Chr. gelang Tiglath-pileser III. die Eroberung der Städte Dan, Hazor, Bet Sche’an, Rehov, Megiddo, Taanak, Jokne’am und Dor. Samaria wurde während des zweiten Feldzugs, 722–721 v. Chr., erobert. Auf die Eroberungen folgte die Gründung neuer assyrischer Provinzen (Meggido, Samaria, Dor und Gilead). Erst Sargon II (721–705 v. Chr.) gelang es jedoch, die Nordlevante zu annektieren und vollständig in das assyrische Reich einzugliedern. Durch Allianzen der Stadtstaaten und Königreiche der Südlevante mit Ägypten gelang Sargon II. die Expansion in den Süden jedoch nicht. Sanheribs (704–681 v. Chr.) Feldzüge in die Levante hinterließen erhebliche Zerstörungen. Um 701 v. Chr. erobert Sanheribs Armee die Städte Sidon, Sarepta, Akko und Akhziv. Ashkelon und Ekron erlebten zu dieser Zeit einen wirtschaftlichen Aufschwung, möglicherweise spielten die Produktion und der Export von Wein und Olivenöl dabei eine wichtige Rolle. Parallel zu den Feldzügen Tiglath-pileser III., Sanheribs und Sargons II. und darüber hinaus, florierten die phönizischen Handelsniederlassungen im westlichen Mittelmeerraum im Zeitraum von 733 bis 630 v. Chr.
Auch Sanheribs Nachfolger Asarhaddon (681–669 v. Chr) hinterließ durch die Errichtung zahlreicher Kontrollstützpunkte und Militärbasen seine Spuren entlang der Levanteküste. Er festigte seine Kontrolle, wie zuvor erwähnt, über Eidesbekundungen der levantinischen Herrscher und Sanktionen bei Eidesbruch. Asarhaddon gelang es sogar bis nach Ägypten vorzudringen und Memphis – die Hauptstadt Ägyptens – zu erobern und für zwei Jahre zu halten. Die zweite Eroberung der Hauptstadt brachte die Zerstörung derselben mit sich. Daraufhin folgte der Rückzug des assyrischen Herrschers aufgrund von Unruhen in Mesopotamien. Die assyrische Kontrolle der Levante wurde dadurch nicht gemindert. Durch den so genannten Bruderkrieg zwischen Asarhaddons Söhnen, Assurbanipal auf dem assyrischen Thron und Šamaš-šuma-ukin auf dem babylonischen Thron flaute die assyrische Dominanz über die Levante ab. Die Assyrer zogen sich vollständig aus Philistäa – im heutigen Palästina – zurück. Daraufhin stieß Ägypten in dieses Gebiet vor.
Die Gründe für die assyrische Expansion in den Westen und die zahlreichen Vorstöße zur Eroberung der Levante waren wahrscheinlich in erster Linie ökonomisch, nicht territorial. Die Schaffung von Provinzen, sowie die Forderung von Tributzahlungen, gewährte dem wachsenden Großreich Zugang zu Gütern und dem Mittelmeerhandel phönizischer Hafenstädte. Zusammenfassend lässt sich sagen, dass den Assyrern eine vollständige Annexion der Levante nicht gelang. Die Südlevante und vor allem die phönizischen Stadtstaaten blieben autonom. Trotz der Feldzüge und der Zerstörungen, welche diese mit sich brachten, gelangten die phönizischen Handelsstädte zunehmend zu Wohlstand. Faktoren dafür waren unter anderem die Vereinheitlichung von Maßeinheiten und Keramiktypen, was den überregionalen Warenaustausch erleichterte, sowie die Erweiterung des Absatzmarktes in den Osten.

### Chaldäisch-Babylonische Dominanz (626–539 v. Chr.)
Auf den Rückzug des assyrischen Reiches aus der Levante im 7. Jahrhundert v. Chr. folgte eine kurze Phase, in der die phönizischen Stadtstaaten nicht unter der Dominanz größerer Königreiche standen. Bald gerieten sie jedoch wieder unter ägyptischen Einfluss. Erst unter Nabupolassar (626–605 v. Chr.) erstarkte der Einfluss Mesopotamiens auf die Levante erneut und leitete die babylonische Dominanz über das Gebiet ein. Der Hergang des Machtwechsels bzw. der Übernahme der etablierten assyrischen Strukturen im Westen ist nicht bekannt.
Nebukadnezar (605–562 v. Chr.) führte mehrere schlagkräftige militärische Kampagnen entlang der Levante – darunter gegen Ägypten, um 601 und 568 v. Chr. und Juda, um 597 und 586 v. Chr. Dabei eroberte sein Heer das gesamte südliche Syrien, die südliche Levante bis nach Gaza. Sein Ziel war offenbar unter anderem, die kleineren an Ägypten angrenzenden Königreiche unter seine Kontrolle zu bringen. Im Zuge dessen belagerte Nebukadnezar im Jahr 587 v. Chr. die Stadt Tyros – diese hielt für 17 Jahre an. Ein Jahr später, 586 v. Chr., folgte die Zerstörung Jerusalems und die Deportation seiner Einwohner nach Babylonien. Im nördlichen Israel verblieben nur wenige große Orte intakt, darunter größere Zentren wie Bethsaida, Dor und Hazor. Die wichtigsten Städte der Philister (Ashdod, Ashkelon, Gaza und Miqne) wurden vollständig zerstört. Die babylonische Dominanz über die Levante endete mit Nabonid (555–539 v. Chr.).

### Persische Dominanz (539–333 v. Chr.)
Nach der Eroberung Babyloniens durch den persischen Herrscher Kyros II. (559–530 v. Chr.) um das Jahr 539 wurde die Levante Teil der so genannten Transeuphratischen Verwaltungseinheit, einer persischen Satrapie bzw. Provinz. Sidon oder Damaskus fungierten hierbei möglicherweise als Verwaltungszentrum. Zu dieser Zeit war die Levante in kleinere Verwaltungseinheiten unterteilt. Diese Einheiten unterschieden sich zum einen in ihrer Größe und ihrer Verwaltungsform. Die Provinzen wurden von lokalen oder eingesetzten, persischen Gouverneuren verwaltet, darunter: Juda, Samarien, Moab und Ammon. Hinzu kommen die weitgehend autonomen Stadtstaaten Sidon, Byblos, Aruad, Tyros, Damaskus und sogar die Städte Zyperns. Die Einforderung von Tributen und Treueeiden, die Errichtung von militärischen Stützpunkten und Wegstationen, das Sichern bzw. Kontrolle über das Straßen- und Handelsnetz stärkte – wie bereits zur neuassyrischen Zeit – die Dominanz der Fremdmacht in der Levante. Im Unterschied zu den neuassyrischen und neubabylonischen Reichen übte Kyros II. aber keinen Einfluss auf die kultischen Belange der lokalen Gruppen aus. Die zuvor nach Assyrien oder Babylonien deportierten Volksgruppen erhielten außerdem die Möglichkeit, in ihre Heimat zurückzukehren. Unter Dareios I. (522–486 v. Chr.) lassen sich erste Spannungen im Verhältnis zwischen dem Perserreich und den griechischen Städten erkennen, als kleinasiatische und zyprische Städte um 499 v. Chr. gegen das Perserreich revoltierten. Um 490 v. Chr. gipfelt der Konflikt in der Niederlage der persischen Armee bei der Schlacht bei Marathon. Obwohl die phönizischen Städte auch unter persischer Herrschaft nicht immer in Frieden und Einklang mit dem dominierenden Reich existierten, unterwarfen sie sich jedoch bereitwilliger als gegenüber den Assyrern und Babyloniern. Im Gegensatz dazu scheint der Widerstand gegen Alexander den Großen im Jahr 333 v. Chr. umso heftiger. Die Zerstörung von Tyros durch Alexander den Großen 332 v. Chr. und Karthagos durch die Römer 146 v. Chr. bedeutete das Ende phönizisch-punischer Eigenstaatlichkeit.

## Wirtschaft

### Münzgeld

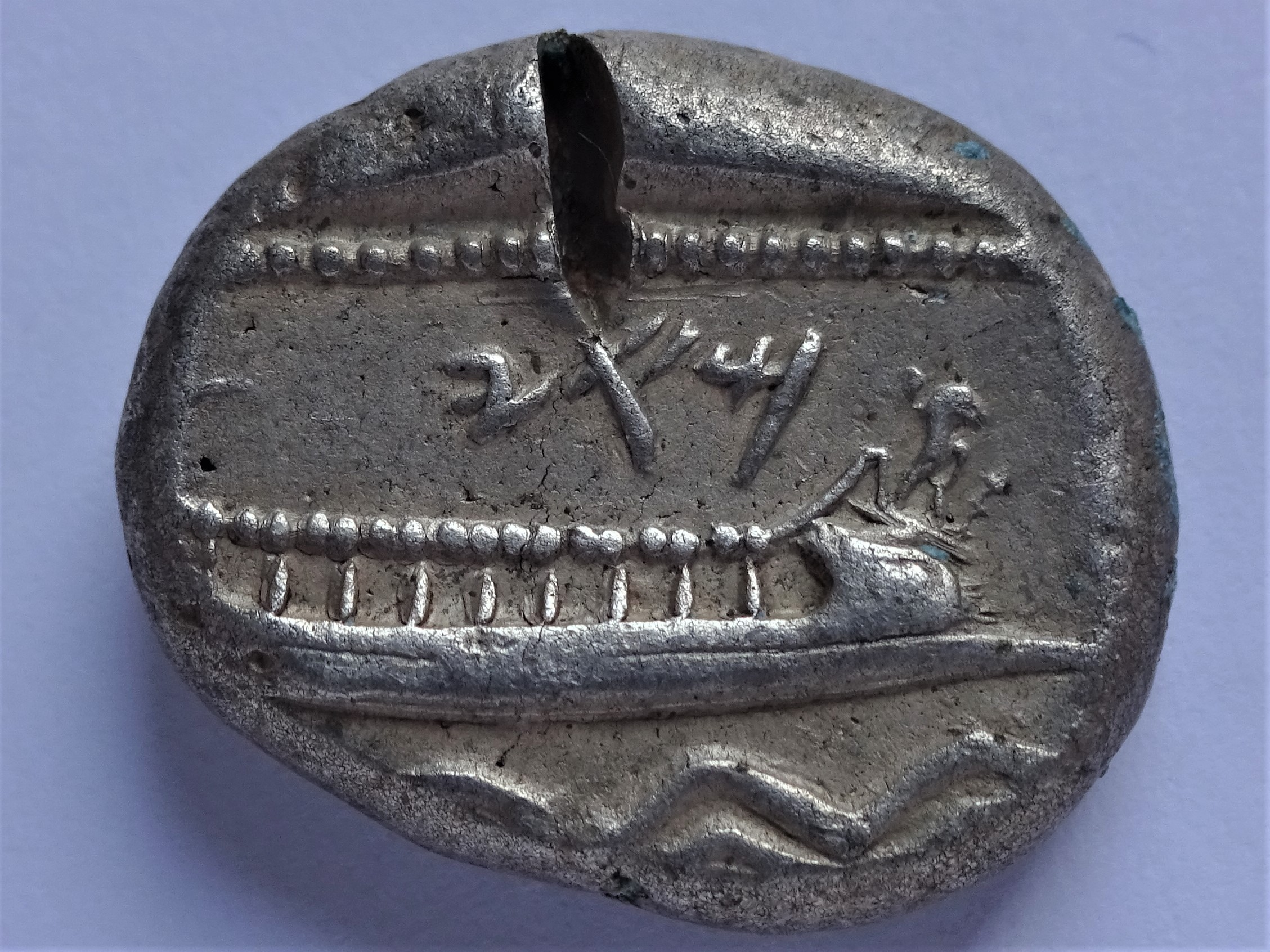
Stater aus Arados mit Galeere und phönizischen Schriftzeichen, 4. Jh. v. Chr.

Die Münzprägung der Städte Aruad, Tyros und Sidon begann gegen Ende des 5. Jahrhunderts v. Chr. zunächst unter Verwendung des persischen Münzfußes. Nach der makedonischen Eroberung wurde der attische Münzfuß (Standard des Alexandergeldes) übernommen.
Der Beginn der Münzprägung setzt im phönizischen Raum später ein als in anderen Mittelmeerregionen. Dies ist möglicherweise auf die unterschiedlichen wirtschaftlichen Strukturen der einzelnen Regionen und Stadtstaaten zurückzuführen. Die phönizischen Stadtstaaten behielten die auf Warenaustausch basierende Wirtschaft – die sich in der Bronzezeit etabliert hatte – bis ins 5. Jahrhundert v. Chr. bei. Die ersten Münzen aus dem phönizischen Raum datieren in die Zeit der persischen Oberherrschaft über das phönizische Gebiet, während der Regierungszeit Kambyses II., um das Jahr 525 v. Chr. Was die Ursachen dafür waren, dass mit der Münzprägung begonnen wurde, ist bisher ungeklärt. Eine in der Forschung diskutierte Möglichkeit ist der Bedarf nach einem Zahlungsmittel für die ausschließlich mit Phöniziern bemannte persische Militärflotte. Münzen und Münzprägung stehen auch in anderen Kontexten in engem Zusammenhang mit militärischen Aktivitäten.

### Purpur
Die Phönizier waren die ersten bekannten Benutzer der Farbe Purpur (ein Farbton zwischen Rot und Violett). Quelle dieser königlichen Farbe waren die Purpurschnecken (lat. Murex: die Stumpfe Stachelschnecke Hexaplex trunculus und das Brandhorn Haustellum brandaris). Auf Grund der Komplexität des Fertigungsprozesses war die Produktion der mit Purpur gefärbten Stoffe mit Gold kaum aufzuwiegen. Diese Stoffe waren während der ganzen Antike sehr begehrt und erfreuten sich höchster Wertschätzung. So besingt bereits Homer die Kunstfertigkeit der buntgefärbten Textilarbeiten der sidonischen Frauen. Das Buch Ezekiel listet Purpurfarben und Purpurstoffe unter den wichtigsten Exportgütern der Stadt Tyros auf. Ovid ärgert sich über die Mode der reichen römischen Eliten. Unter dem römischen Kaiser Diocletian (301 n. Chr.) galt ein Höchstpreisedikt von 150'000 Denaren für ein Pfund doppeltgefärbte tyrische Purpurseide. Für ein Gramm reiner Farbsubstanz bezahlte man zwischen 10 und 20 Gramm Gold.

### Glas
Die Herstellung von Glas, vor allem in den Städten Tyros und Sidon, wurde von den Phöniziern aus dem Alten Ägypten übernommen. Die ersten Erzeugnisse findet man jedoch im Mesopotamien des 3. Jahrtausend vor Christus; die Technik gelangte von dort vorerst nach Ägypten. Im 14. Jahrhundert vor Chr. stellten die Glashütten auch Rollsiegel her, die mit Kobalt blau gefärbt wurden und Stücken aus Lapislazuli so täuschend ähnlich sahen, dass die Pharaonen der Amarna-Periode auf Lieferungen von echtem Lapislazuli bestanden. In der Eisenzeit wurde die Technik des Glasblasens unter Zuhilfenahme von lokalen Sanden und Beimengungen von Metalloxiden und Mineralien zur Glaspaste zur faktischen Massenherstellung weiterentwickelt. Die Glasprodukte waren im ganzen Mittelmeerraum, und darüber hinaus, beliebte Handelswaren. Die phönizische Glasindustrie war ein bedeutender Wirtschaftszweig und erweiterte die wirtschaftliche Basis der phönizischen Stadtstaaten im 7. und 6. Jahrhundert v. Chr. Bei Ausgrabungen im ganzen mediterranen Raum fand man viele Salbgefäße und Amulette, welche sich durch ihre intensiven Farben auszeichnen.

### Holz
Die hervorragend für den Schiffbau geeignete Libanonzeder waren als natürliche Ressource maßgeblich am Aufstieg der Stadtstaaten beteiligt. Das ursprünglich im Libanon mit 500.000 Hektar anzusetzende natürliche Areal ist heute auf 2000 Hektar zusammengeschrumpft, davon gerade 342 Hektar Reinbestände, davon 85 Hektar nahe Tanourinne und Hadem und jeweils 40 Hektar bei Ain Zahalsa und Jebel Baroun. Es gibt nur noch einen einzigen Altbestand von 16 Hektar bei Bischarri.
Die Zedern lieferten große dicke Stämme von sehr schönem, dauerhaftem und leicht zu bearbeitendem Holz. Es verwindet sich beim Trocknen nicht. Nicht nur der Holzhunger der Flotten von 2700 v. Chr. bis in das erste Jahrtausend n. Chr. verschlang Hektar um Hektar. Begehrt war das Zedernholz auch für Paläste und Tempel im weiten Umfeld. Der erste Bericht stammt aus der Zeit des Pharao Snofru um 2750 v. Chr. und erwähnt dessen Belieferung mit Zedernholz aus Byblos. Aber auch nach Mesopotamien wurde das Zedernholz geliefert; so erhielt um 2400 v. Chr. der Fürst Gudea in Lagasch viele 20 bis 30 Meter lange Stämme. Die Decke des Audienzsaals in Persepolis, der bei der Eroberung durch Alexander in Flammen aufging, bestand aus libanesischer Zeder. Als Phönizien zum Ägyptischen Reich gehörte, führten Zwangsarbeiter große Kahlschläge für die riesigen Tempelanlagen von Theben, Karnak und Memphis durch. Aber auch Gebrauchsgüter wie die Särge (auch die der Pharaonen) wurden aus dem aromatischen Holz hergestellt, das sogar als Räucherwerk verbrannt wurde. Auch Griechenland importierte z. B. für den Tempel der Artemis in Ephesos Zedernholz aus Phönizien, ebenso wie die Könige der Israeliten, David und Salomon, für den Tempelbau und ihre Palastbauten. Allein in der Bibel findet die Libanonzeder in 40 Kapiteln in 18 Büchern über hundertmal Erwähnung. Sie galt im Altertum als schönster Baum der Erde. Im Salomonischen Tempel waren nach dem Bericht der Bibel Säulen, Wände, Chor, Dachkonstruktion, das Allerheiligste und die Täfelung der Altäre aus Zedernholz. Zedernholzschindeln wurden als Dachabdeckung verwendet. Kein Wunder, dass 333 v. Chr. Alexander der Große im Südlibanon bereits kein Zedernholz mehr für den Schiffbau fand und seinen Bedarf nur noch in entlegenen Gebieten des Anti-Libanon decken konnte. In Phönizien diente das Holz auch zur Herstellung hochwertiger Möbel und für Gebrauchsgegenstände. Auch das Harz wurde geschätzt und vielfach verwendet, etwa beim Einbalsamieren ägyptischer Mumien.

### Elfenbein
Eine Kunstform, die den Bronze- und Silberarbeiten an Prestigewert in nichts nachstand, stellten die Knochen- und Elfenbeinschnitzereien dar, die Traditionen fortsetzten, die weit hinter das Jahr 1200 v. Chr. zurückreichten. Auch im palästinensischen Megiddo und im später phönizischen Byblos haben sich „kanaanäische“ Elfenbeinarbeiten gefunden, in denen sich der Formenreichtum der Eisenzeit bereits ankündigt. Das Spektrum umfasst Kämme, Spiegelgriffe, Löffel, Kassetten und Plaketten, die als Beschläge an kostbaren Möbelstücken angebracht wurden. Die phönizischen Städte perfektionierten die Bearbeitung des edlen, Plastizität und Weichheit verleihenden Materials. Mit dem phönizischen Mittelmeerhandel verbreitete sich das Kunsthandwerk mit den verbundenen Technologien zur Herstellung in den mediterranen Westen. Wie bei anderen Artefakten ist es unmöglich festzustellen, ob die Objekte in den phönizischen Städten oder von indigenen Kunsthandwerkern in lokal betriebenen Werkstätten entstanden.
Die meisten Schnitzereien fand man jedoch in assyrischen Städten wie Nimrod und Khorsabad. Offenbar nahm Sargon II. (721–705 vor Chr.) einen großen Teil der Schnitzereien als Beute mit.

### Der Handel zwischen Orient und Okzident
Reich wurden die Phönizier aber letztlich durch ihren Handel, basierend auf ihren Kolonien und Stützpunkten und ihrer mächtigen Handels- und Kriegsflotte aus Libanonzedern.

## Seefahrt

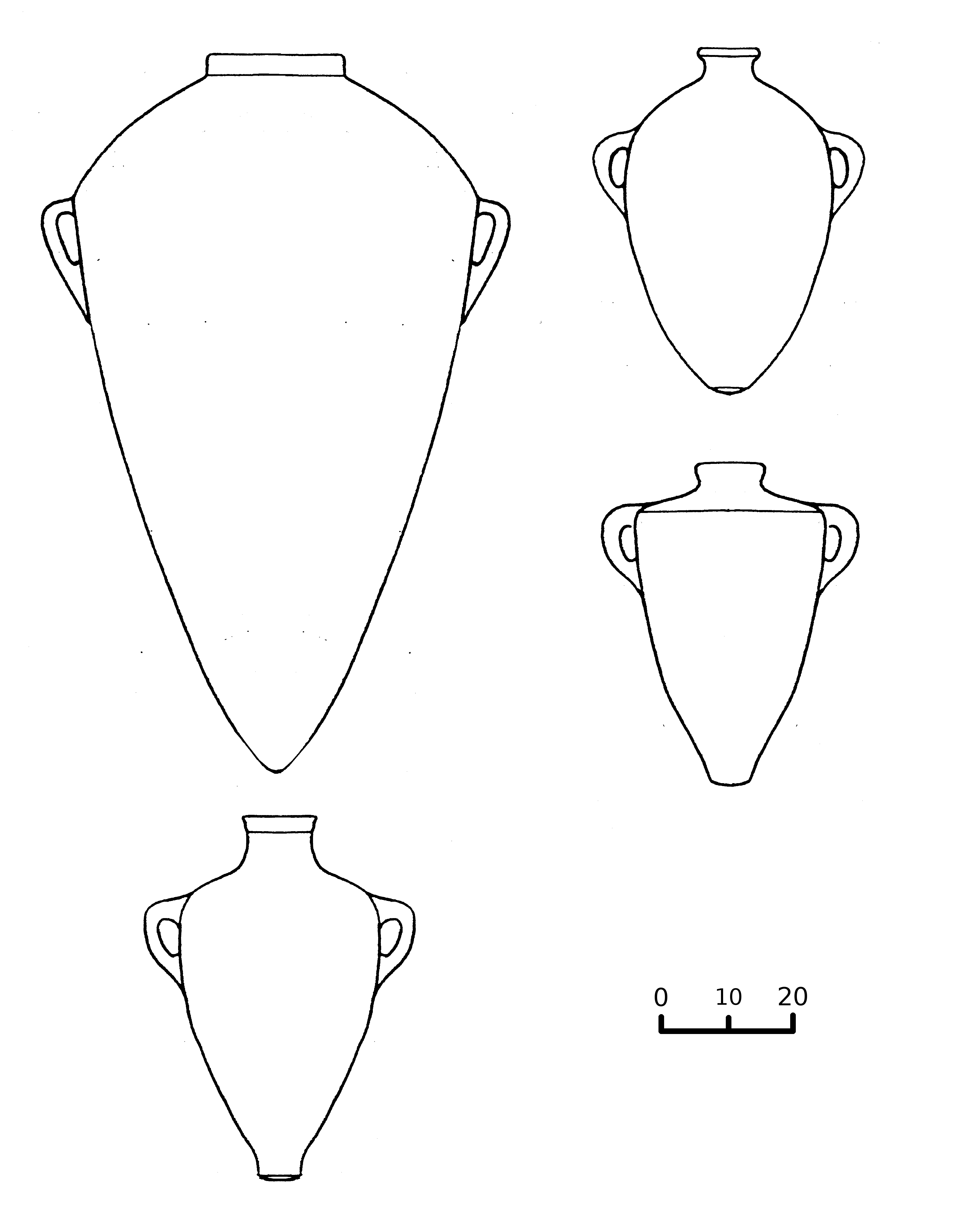
Schematische Umzeichnungen eisenzeitlicher Amphorentypen aus dem Phönizischen Raum.

Die Phönizier waren ausgezeichnete Seefahrer. Sie kolonisierten den Mittelmeerraum von Zypern über Sizilien bis Spanien sowie Teile der andalusischen, portugiesischen und nordafrikanischen Atlantikküste und gründeten z. B. Abdera, Baria, Gadir, Malaka, Sexi, alle im Süden der Iberischen Halbinsel. Die Phönizier hatten intensive Handelsbeziehungen zu den Griechen, aber auch nach Mesopotamien und nach Ägypten. Unter Hanno dem Seefahrer durchfuhren sie von Karthago aus die Straße von Gibraltar und reisten bis zum Golf von Guinea. Auch die Azoren wären bereits in der Antike von den Phöniziern besucht worden, falls karthagische und kyrenische Münzen, die im 18. Jahrhundert angeblich auf der Insel Corvo in einem zerbrochenen Tonkrug von Enrique Flórez gefunden wurden, tatsächlich von Phöniziern oder Karthagern dorthin gebracht wurden.
Legenden
Nach populärwissenschaftlichen Theorien fanden die phönizischen Seefahrer bereits zwei Jahrtausende vor Christoph Kolumbus den Weg über den Atlantik bis nach Amerika. Wissenschaftlich ist das nicht gesichert und auch nicht durch archäologische Funde gestützt (Inschrift von Parahyba), sondern basiert zumeist auf Fälschungen. Auch, dass sie mit Britannien handelten und Zinn aus den Gruben der Halbinsel Cornwall kauften, ist möglicherweise eine Legende. – Ihr nördlichster bisher nachgewiesener Außenposten am Atlantik war Abul in Portugal.

### Schiffbau

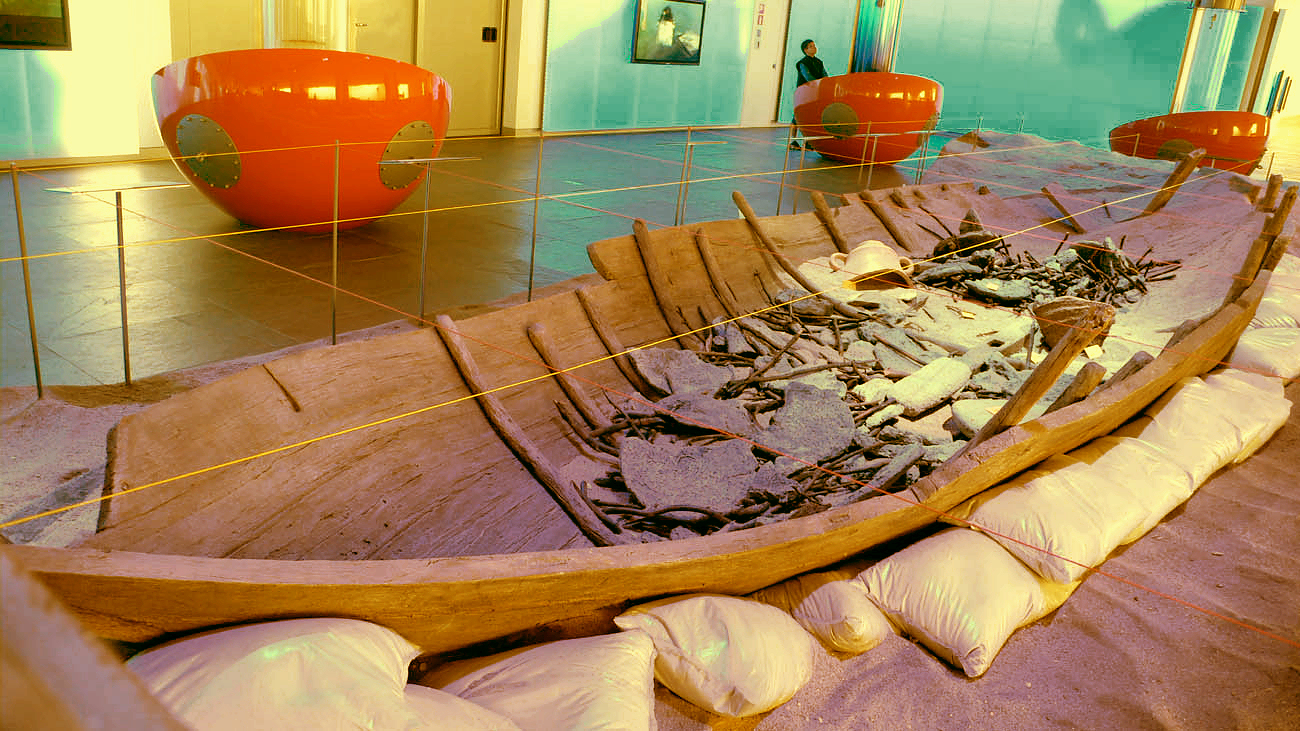
Rekonstruktion des phönizischen Wracks Mazarrón 2 im Nationalen Museum für Unterwasserarchäologie von Cartagena (ARQUA).

Die Eroberung des Mittelmeers durch Phönizier fällt in die Zeit der Moneren. Abbildungen sind beispielsweise aus Balawat aus der Zeit von Salmanassar II., (mittelassyrisch) bekannt. Von neuassyrischen Reliefs, etwa aus sargonischer Zeit aus Niniveh und Chorsabad kennen wir aber auch die in der Zeit noch recht neuartigen Biremen.  D. Conrad unterscheidet drei Schiffstypen:
- Küstenschiffe mit Rundspant: Sie wurden für den Lastentransport eingesetzt und sowohl gerudert als auch gesegelt. Sie waren in neu-assyrischer Zeit auch als Flussschiffe auf dem Euphrat in Gebrauch.
- Kriegsschiffe, eine Erfindung aus dem 1. Jahrtausend v. Chr. hatten einen Rammsporn am Bug und einen flachen Rumpf. Oft sind an der Reling Schilde aufgehängt. Sie wurden gerudert, hatten aber einen abnehmbaren Mast, dessen Halterung auf dem Kiel aufsaß.
- Handelsschiffe hatten hohe Steven, oft mit einem Tierkopf. Sie waren rundlich, weshalb die Griechen sie später als gaulos bezeichneten, und wurden meist gerudert, hatten später aber auch Segel.

Phönizische Schiffsabbildungen sind kaum bekannt, Ausnahmen bilden das Siegel des Onijahu und ein Stempelabdruck auf einem Amphorenhenkel aus Akkon, der 1983 in Areal K gefunden wurde. Das Schiff hat an beiden Enden gleich hohe hochgezogene Steven. Ein einzelner Mast mit einem Ausguck (Krähennest) und einem quadratischen Segel ist zu erkennen. Diese Art von Handelsschiff war zwischen dem 8. und 6. Jahrhundert v. Chr. in Gebrauch. Quadratische Segel kamen im 2. Jahrtausend v. Chr. auf.

### Schiffswracks

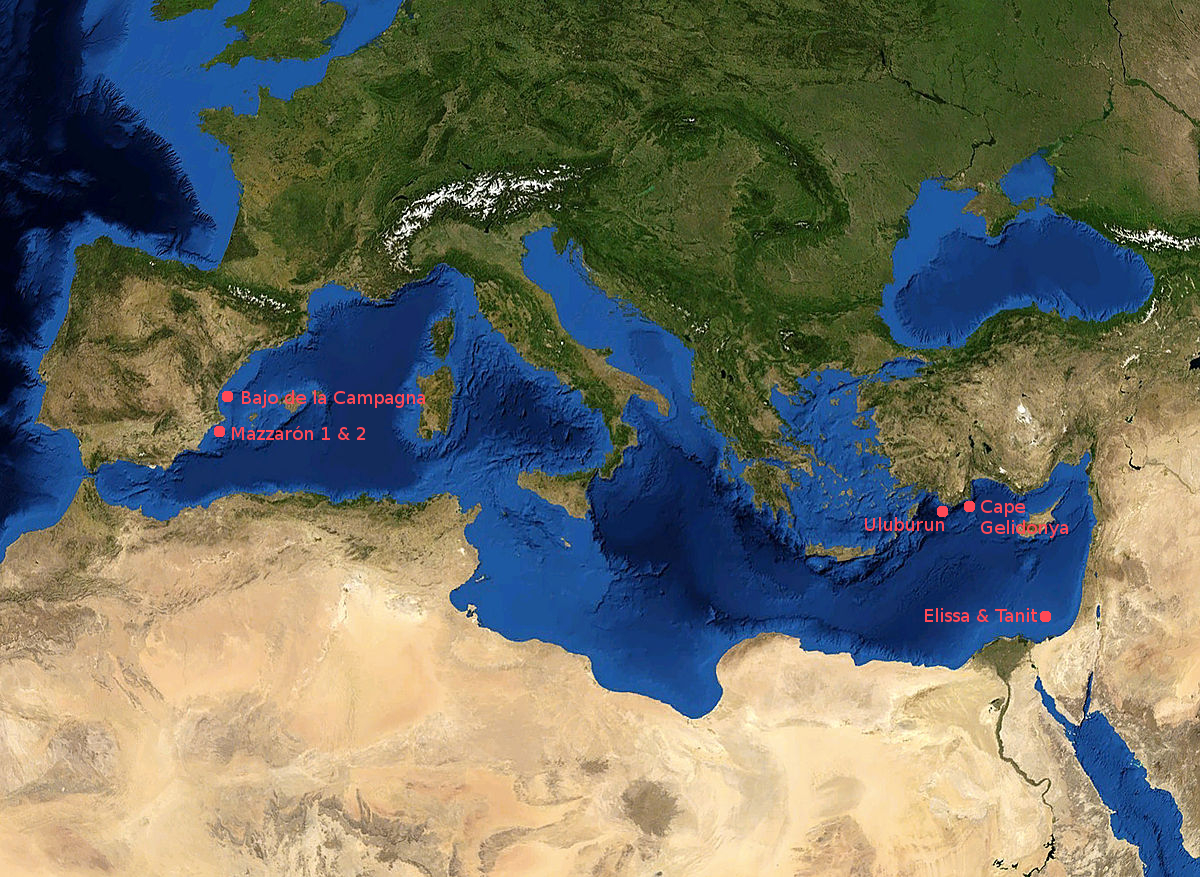
Levantinische Schiffswracks des Mittelmeerraums: Uluburun (14. Jh. v. Chr., Herkunft Levante); Kap Gelidonya (um 1200 v. Chr., Herkunft Levante oder Zypern); Elissa & Tanit (7. Jh. v. Chr.; Herkunft Levante); Mazarrón 1 & 2, Bajo de la Campagna (7.–6. Jh. v. Chr., Herkunft unsicher, möglicherweise Levante oder Spanien).

Es wurden einige antike Schiffswracks entdeckt und untersucht, die anhand mehrerer Indikatoren – z. B. ihrer Fracht oder Gegenständen, die wahrscheinlich persönlicher Besitz der Besatzung waren – womöglich als phönizische Schiffe interpretiert werden können. Diese Wracks wurden in ganz unterschiedlichen Regionen des Mittelmeeres entdeckt. Obwohl sich der Begriff „Phönizier“ im engeren Sinne auf die Eisenzeit (nach 1200 v. Chr.) bezieht, war der Seehandel schon in der Bronzezeit ein wichtiger Bestandteil der levantinischen Wirtschaft. Während der Spätbronzezeit waren beispielsweise Tyros, Sumur oder Ugarit wichtige Seehandelszentren bzw. wichtige Stationen des damaligen Handelsnetzwerks, das im 14. und 13. Jahrhundert v. Chr. von Ägypten bis nach Sardinien reichte. Häfen Amurrus waren auch Umschlagplätze für Waren aus dem und für den vorderen und mittleren Orient. Daher werden im folgenden Abschnitt auch spätbronzezeitliche Schiffswracks, die aus dem syrisch-kanaanischitschen Bereich stammen dürften, vorgestellt.
Das am besten erforschte Schiffswrack aus jener Zeit, das auch die reichste Ladung hatte, ist das Wrack vor Ulu Burun, das vor der türkischen Südküste entdeckt wurde. Das etwa 15 m lange Schiff datiert ins späte 14. Jahrhundert v. Chr. Laut dem Unterwasserarchäologen Cemal Pulak stammt das Schiff von der Küste der Südlevante, also aus Kanaan. Das Schiff war beladen mit organischer Fracht, darunter Granatäpfeln, Feigen, Nüssen, Gewürzen, Oliven, aber auch mit Rohstoffen, wie z. B. Kupfer in Form von zyprischen Ochsenhautbarren und Zinn. Es wurden insgesamt 150 kanaanitische Amphoren geborgen, die auf dem Schiff in drei unterschiedlichen Größen transportiert wurden (etwa 7 l, 15 l und 30 l Volumen). Die Gefäße mit dem geringsten Volumen waren vermutlich ausschließlich mit Harz gefüllt. Die anderen beiden Gruppen weisen fast alle kleinere Mengen an Harz auf. Ob sie mit Wein gefüllt waren, ist umstritten und konnte auch durch chemische Inhaltsanalysen nicht endgültig geklärt werden. Hinzu kommen kostbare Gegenstände oder Luxusgüter – Schmuck, Edelsteine, Glasobjekte und Keramik aus dem levantinischen Raum, Ägypten, Zypern, der Ägäis und sogar ein Schwert und eventuell Lanzenspitzen aus Sizilien.
Etwas jünger ist ein Schiffswrack, das um 1200 v. Chr. datiert, und vor Kap Gelidoya, ebenfalls an der westanatolischen Südküste, gesunken ist. Aufgrund der starken Strömung blieb vom Holz des Schiffes nur ein einziges Fragment erhalten. Es wird jedoch vermutet, dass es ursprünglich etwa 10 m lang gewesen ist. Die erhaltene Fracht beinhaltete Ochsenhautbarren, Altmetall, kleine Mengen an Zinn, zahlreiche Werkzeuge zur Bearbeitung von Metall, Steinhämmer, Ambosse und Keramik (Öllampen und Transportgefäße). Hinzu kommen ein Skarabäus und ein Rollsiegel aus der Levante sowie vier weitere Skarabäen aus Ägypten. Einige dieser Objekte waren zum Zeitpunkt der letzten Fahrt des Schiffs bereits mehrere Jahrhunderte alt. Es konnten keine Luxusgüter oder organischen Materialien nachgewiesen werden.
Zwei eisenzeitliche Schiffswracks sind die „Elissa“ und die „Tanit“, welche in unmittelbarer Nähe zueinander um 750 v. Chr. vor der Küste Gazas sanken. Die Benennung in Elissa und Tanit erfolgte in der Neuzeit. Die Tanit war ursprünglich etwa 14 m lang und beinhaltete nachweislich 385 Amphoren sowie Keramik (beispielsweise Kochtöpfe) und weitere Gegenstände, welche als Besitztümer der Mannschaft interpretiert werden. Die Länge der Elissa belief sich ursprünglich vermutlich auf etwa 14,5 m; etwa 396 Amphoren und andere Keramik in geringen Mengen konnten nachgewiesen werden.
Die beiden letztgenannten Schiffe weisen starke Parallelen zueinander auf. Daher wird vermutet, dass sie zur selben Flotte gehörten und aufgrund eines Sturms gemeinsam auf den Meeresgrund sanken. Ein ausschlagkräftiges Indiz ist, dass die Amphoren demselben Keramiktyp entsprechen, dem sogenannten „Torpedo-Shaped-Jar“. Dieser Keramiktyp ist typisch für die Südlevante, ist im 8. Jahrhundert jedoch auch in Karthago – einer Handelsniederlassung der Phönizier in Nordafrika – nachgewiesen. Was die Amphoren beinhalteten, konnte bisher nicht vollständig geklärt werden. Chemische Analysen ergaben, dass darin u. a. Wein transportiert wurde.
Im westlichen Mittelmeer, vor der Küste Spaniens, wurden drei weitere Schiffswracks gefunden, welche in das 7. oder 6. Jahrhundert v. Chr. datieren. Darunter sind die sogenannten Schiffswracks Mazarrón 1 und 2 in unmittelbarer Nähe zueinander. Für Mazarrón 1 konnte keine Fracht in situ nachgewiesen werden. Die Fracht von Mazarrón 2 weist vor allem Produkte oder Keramik aus Spanien auf, aber auch mehrere Elefantenstoßzähne. Bemerkenswert ist, dass diese Stoßzähne Inschriften tragen, bei denen es sich um phönizische Personennamen handelt. Das dritte Schiffswrack befindet sich wenige Kilometer nördlich der Mazarrón-Wracks bei Bajo de la Campana. Seine erhaltene Fracht beinhaltet unter anderem einige phönizische Keramiktypen. Ob es sich tatsächlich um phönizische Schiffswracks handelt, ist jedoch nicht vollständig geklärt.

## Phönizische Religion

### Götterglaube

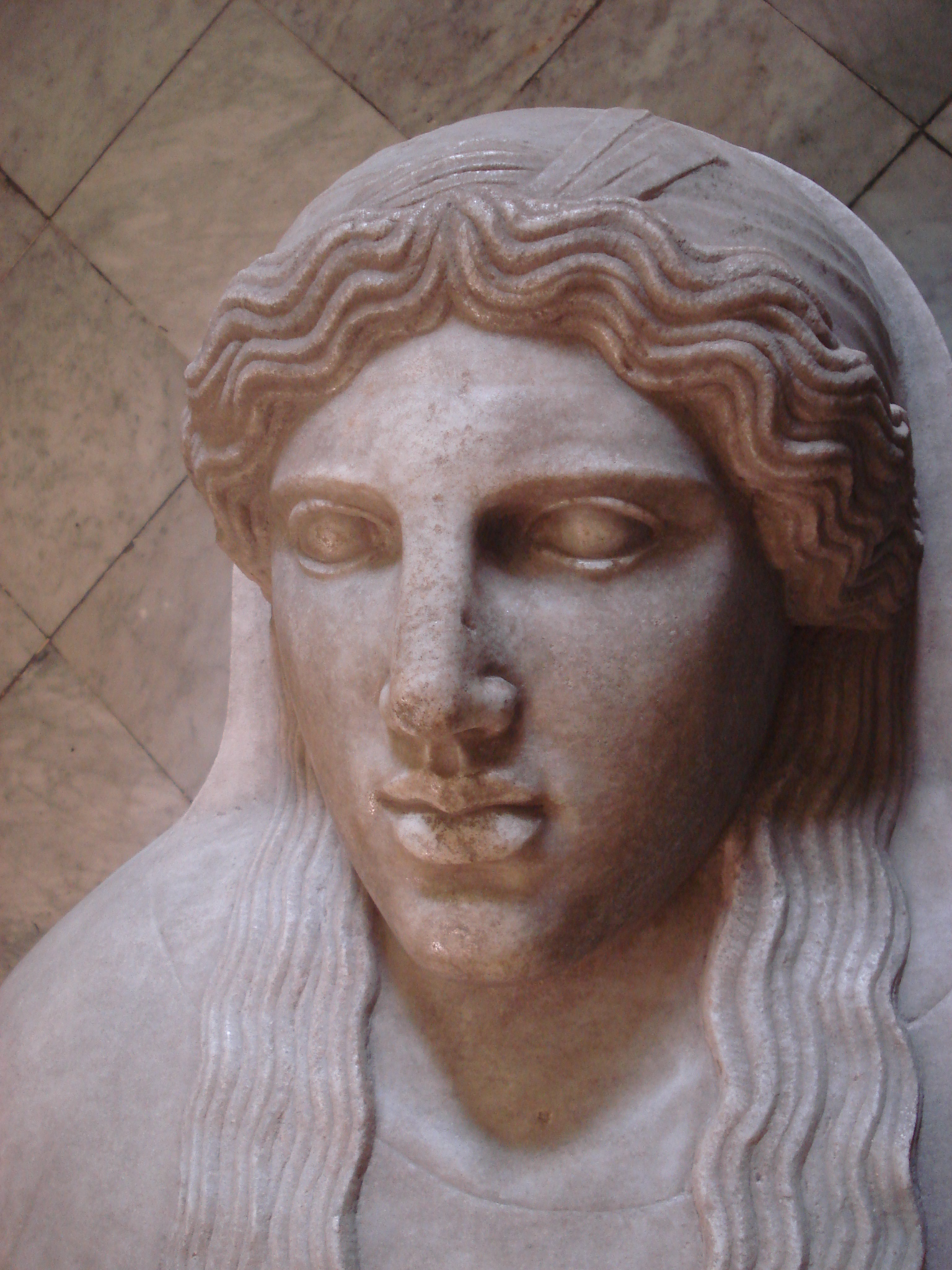
Sepulkralfigur als Teil eines phönizischen Sarkophags aus Palermo

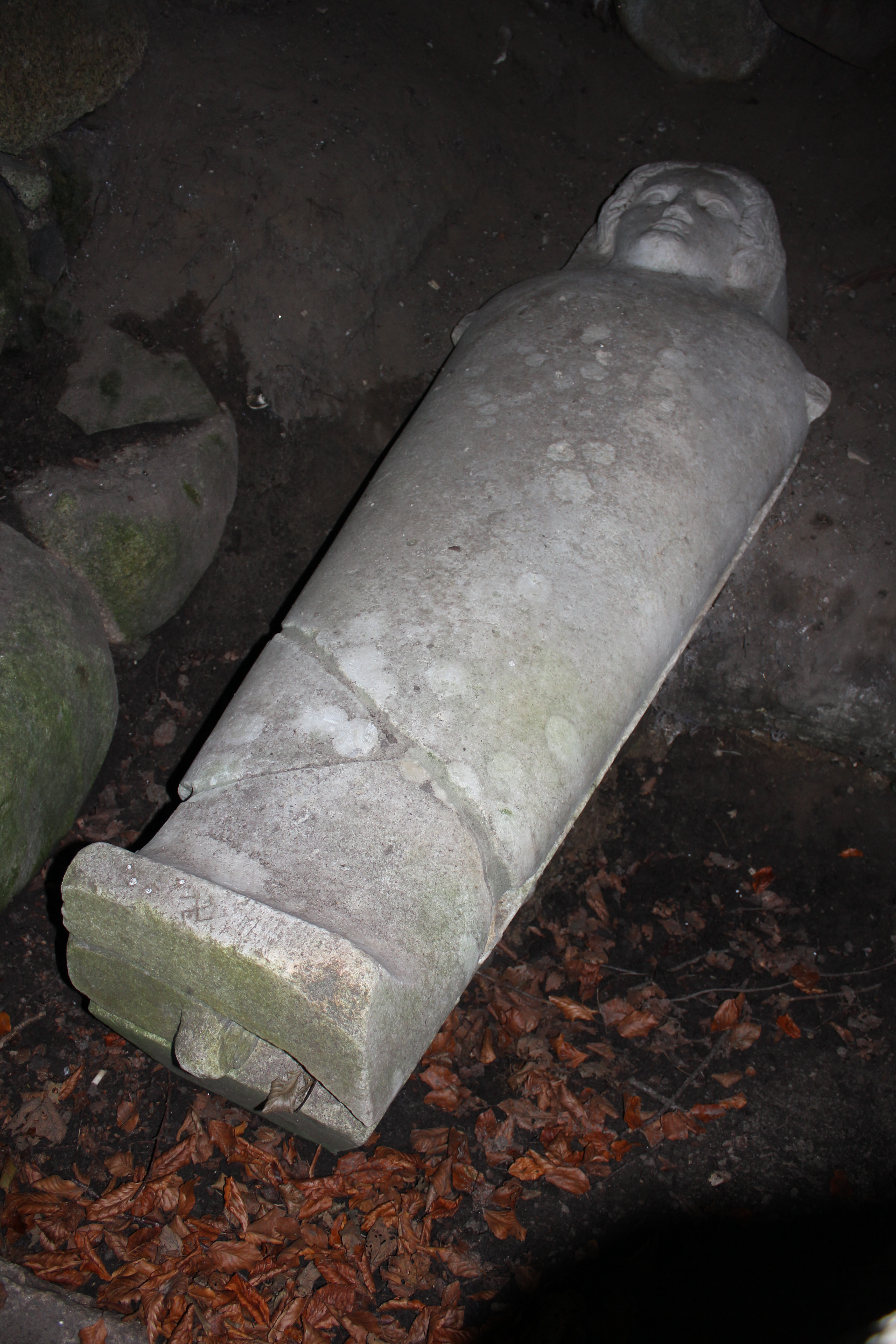
Ein phönizischer Sarkophag (um 400 v. Chr.)

Aufgrund der insgesamt eher schlechten Quellenlage können die religiösen Vorstellungen und Praktiken der Phönizier nur unvollständig rekonstruiert werden. Neben Inschriften und Personennamen ist die Phönizische Geschichte des Herennios Philon eine wichtige, aber auch problematische Quelle. Die darin enthaltenen Mythen ähneln denen der Religion in Ugarit. Dort herrscht der Schöpfer und Hauptgott El über ein Pantheon, zu dem Gottheiten wie Dagān, Anat und Aschera gehörten.
Neben diesen allgemein in Syrien und Kanaan verbreiteten Vorstellungen zeichnet sich die Religion der phönizischen Stadtstaaten durch die Verehrung einer Triade aus, die an der Spitze des jeweiligen Pantheons stand. Die genaue Komposition der Trias war zwar von Stadt zu Stadt verschieden, aber sie bestand immer aus einem Herrn, einer Herrin und einem jugendlichen Sohn. Trotz ihrer verschiedenen Namen unterschieden sich die phönizischen Götter in Funktion und Charakter kaum voneinander. Sie wurden als weniger individuell vorgestellt, als etwa die Gottheiten der griechischen und römischen Mythologie. Das zeigt sich etwa daran, dass die Gottheiten oft nur als Herr (Ba’al) und Herrin (Baalat) bezeichnet wurden. Es gab anthropomorphe Kultbilder, aber auch hier wurde stärker die Universalität als die Individualität der Gottheiten betont.
Als Hauptgott des wichtigsten phönizischen Stadtstaates Tyros spielte Melkart („König der Stadt“) eine bedeutende Rolle im Mittelmeerraum. Er steht für Zivilisation und Handel und verkörpert die Überwindung des Naturzustandes, indem er die Seefahrer und Kolonisten beschützt.
| Rolle in der Trias | Byblos | Sidon   | Tyros   |
| ------------------ | ------ | ------- | ------- |
| Vater              | El     | Baal    | Melkart |
| Mutter             | Baalat | Astarte | Astarte |
| Sohn               | Adonis | Eschmun |         |

Auch die Punier mit ihrem Zentrum Karthago verehrten ein phönizisches Pantheon, es unterschied sich allerdings von dem der Mutterstadt Tyros. So war nicht Melkart der höchste Gott, sondern vermutlich Baal schamim („Herr der Himmel“). Die wichtigste Göttin war Tanit, die Gefährtin des Baal-Hammon. Tanit war gleichzeitig Jungfrau und Mutter und zuständig für Fruchtbarkeit und den Schutz der Toten. Sie wurde in Karthago deutlich von Astarte unterschieden. Weitere Gottheiten der auch nur unvollständig rekonstruierbaren punischen Religion waren etwa Baal Sapon, Eschmun und Sardus Pater.

### Opferkult

Tierarten in Tempel 1 von Kition, nach Nobis 2000

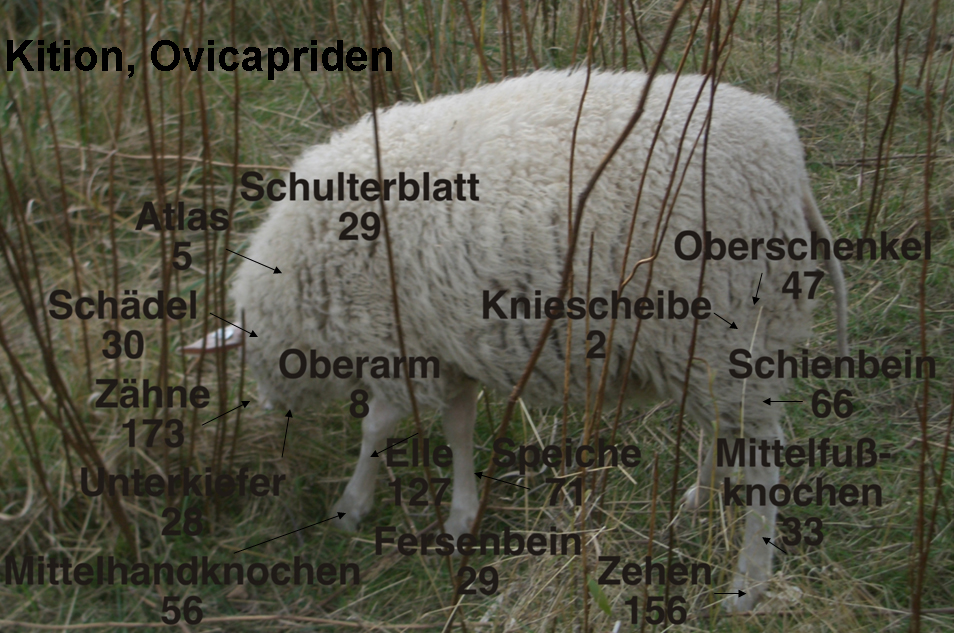
Anteile der Körperteile des Schafes in Tempel 1 von Kition

Aus den Ausgrabungen des Astarte-Tempels in Kition (Zypern) im Jahre 1962 durch das Department of Antiquities liegen 1328 Zähne und Tierknochen vor, die durch den Archäozoologen Günter Nobis analysiert wurden. Sie datieren um 950 v. Chr., ca. 25 Prozent wurden tierartlich bestimmt.
Die Knochen der geopferten Tiere wurden in Gruben auf dem Tempelgelände (bothroi) deponiert. Das häufigste Opfertier war das Schaf (viele Lämmer), gefolgt vom Rind. Vier vollständige Schafskelette im Vorhof von Tempel 1 werden von Nobis als Bauopfer gedeutet. In der Nähe des Altars lagen 15 Rinderschädel, meist von noch nicht völlig ausgewachsenen Stieren (unter zwei Jahren). Die Schädel wurden vielleicht auch im Kult verwendet, worauf Bearbeitungsspuren an den Schädeln hindeuten. Manche Schulterblätter sind gekerbt, vielleicht wurden sie bei Orakeln verwendet. Von Schaf und Rind liegen jedoch die verschiedenen Körperteile in durchaus unterschiedlichen Anteilen vor, sodass bezweifelt werden kann, dass immer ganze Tiere geopfert wurden bzw. im Tempelbereich verblieben.
Die geopferten Esel entsprechen in der Größe den rezenten Hauseseln. Unter den zwölf Damhirschresten befinden sich auch Geweihfragmente, allerdings macht Nobis keine Angaben, ob es sich um schädelechte oder Abwurfstangen handelt – die Bedeutung des Damhirsches als Opfertier (Dionysos?) wird so also vielleicht überbewertet. Außer den Geweihen liegen nur Beinknochen vor. Die Vogelknochen wurden nicht tierartlich bestimmt, sodass sich die Frage nach Taubenopfern, in einem Astarte-Tempel nach den Schriftzeugnissen zu erwarten, nicht klären lässt. Aus einer Opfergrube von Tempel 4 im Heiligen Bezirk von Kition liegt auch ein einzelner Schweine-Humerus vor.

## Siegel
Als Siegel wurden zwischen dem 9. und 6. Jahrhundert v. Chr. meist Skarabäen, seltener Würfel verwendet. Sie wurden nicht nur in Phönizien selber, sondern auch in Griechenland und im westlichen Mittelmeerraum gefunden.

## Forschung
Da sich von den Phöniziern selbst nur wenige Schriftquellen erhalten haben, ist die Forschung auf die Berichte der Nachbarvölker angewiesen. Das sind vor allem die Homerischen Epen, die ältesten Bücher des Tanach/Alten Testaments, ägyptische Texte sowie die griechische Literatur, vor allem Herodot. Darüber hinaus hat in jüngerer Zeit die Archäometallurgie zu neuen Erkenntnissen geführt. Die Archäologie steht vor der prinzipiellen Schwierigkeit, dass die phönizische Ware im gesamten Mittelmeerraum derart beliebt war, dass sie von griechischen Handwerkern imitiert wurde und griechische Töpferkunst Einfluss auch auf Phönizien ausübte, so dass oft Original von Imitation kaum zu unterscheiden ist.
Das Bild der Quellen
Die ältesten Schichten der Ilias, die wahrscheinlich Erinnerungen an die Verhältnisse des ausgehenden 2. Jahrtausends sind, sprechen mit hohem Respekt von den kunstreichen Sidoniern. Schon der Name „Purpurfärber“, der auch in der Ilias vorkommt, deutet den Respekt an, der der Handwerkskunst der Purpurschnecken-Färber von Sidon entgegengebracht wurde. Mykenische Griechen kamen schon früh durch ihre Seeexpeditionen in die Levante mit den Phöniziern in Berührung.

„[…] Werk von Frauen aus Sidon, die er selbst, Alexandros der göttergleiche, heraufgebracht von Sidon hatte, […]“

Paris hatte also sidonische Weberinnen an seinen Palast geholt.
Achilleus setzt bei den Leichenspielen zu Ehren seines gefallenen Freundes Patroklos einen Preis für den Sieg im Kurzstreckenlauf aus:

„[…] ein Silbermischgefäß, kunstvolle Arbeit, konnte sechs Maß fassen, an Schönheit aber trug’s den Sieg davon auf der gesamten Erde bei weitem, denn Sidoner voller Kunstsinn hatten’s schön gefertigt. Phoiniker aber hatten’s mitgebracht.“

Solche Prunkkessel aus Silber und Gold wurden durch die Archäologie noch aus dem 7. Jahrhundert gefunden. Joachim Latacz macht darauf aufmerksam, dass diese Stellen der Ilias auf eine alte Zeit zurückweisen, in der Seefahrten der Phönizier bis in die nördliche Ägäis stattfanden, nach Lemnos und Thasos, der Silberinsel. Erinnerungen, die bis in die ferne Zeit der Argonautensage zurückweisen. Somit vermutlich in die Bronzezeit des 2. Jahrtausends.
Um 1050 v. Chr. mit der beginnenden Eisenzeit berichtet ein ägyptischer Papyrus, der Bericht des Wenamun, wohl ein Stück fiktiver Literatur, wie die Hegemonie des Neuen Reiches bröckelt. In einem komplizierten Prozess der Gefangennahme und des Handels wird letztlich das benötigte Holz gegen entsprechende Gegenleistungen und Privilegien aus Byblos geliefert. Die Forschung geht heute davon aus, dass diese fiktive Geschichte ein Abbild der Verhältnisse um 1050 v. Chr. in der Levante wiedergibt.
In der Odyssee hingegen wird bereits an einigen Stellen ein negatives Phönizierbild gezeichnet. In der Erzählung des Schweinehirten Eumaios wird von einem phönizischen Kindermädchen berichtet, das ihn, einen Königssohn, von der Insel Syria entführt hatte. Die schöne Phönizierin stammte ursprünglich aus Sidon und war durch Taphier geraubt und Eumaios’ Vater verkauft worden. Als phönizische Händler Syria anliefen und einige Zeit dort verweilten, ließ sich das Kindermädchen mit dem Versprechen, sie zurück nach Sidon zu bringen, von einem der Seeleute verleiten, den Königssohn Eumaios zu stehlen und mit an Bord zu bringen. Dieser wurde von den Phöniziern dem Laertes, König in Ithaka und Vater des Odysseus, verkauft.
Neid und Konkurrenz hatte die Griechen zur Verachtung der phönizischen Seefahrer gebracht. Solch negativer Leumund findet sich auch im 14. Gesang beim Aufenthalt Odysseus’ in Ägypten:

„[…] da kam ein Mann an aus Phönizien, der betrügerische Dinge wusste, Halunke der! Der hatte schon viel übles zugefügt den Menschen! Der hat mich schlau beschwatzt und mitgenommen, bis wir kamen nach Phoinike, wo seine Hausbesitzungen und Güter lagen.“

Dieser Phoiniker erwies sich als Betrüger, der Odysseus nach sieben Jahren nach Libyen bringen und dort in die Sklaverei verkaufen wollte. Weitere Negativbeispiele finden sich in der Odyssee.
In den Büchern Könige und Chronik ist beschrieben, wie der Jerusalemer König Salomo seinen Tempel errichtet haben will. König Hyram von Tyros soll ihm dafür Gold, Zedernholz und anderes edles Material, Bauleute und Handwerker zur Verfügung gestellt haben. Dafür trat Salomo Hyram 20 Städte in Galiläa ab. Diese Städte gehörten zum unmittelbaren Hinterland von Tyros im Norden. Und vermutlich hatte Tyros bereits seine Hegemonie auf das alte Nordreich Judäa ausgedehnt. Ob sich diese Dinge in so früher Zeit so abgespielt haben, oder ob hier die Verhältnisse späterer Jahrhunderte wiedergegeben wurden, ist umstritten.
853 v. Chr. stellte sich eine Koalition der syrischen und kanaanäischen Kleinstaaten, darunter auch verschiedene Phönizerstädte, sowie Damaskus und Jerusalem dem Assyrerheer bei Qarqar entgegen. Hiervon berichtet eine assyrische Inschrift des Salmanassar III. als von einem großen Sieg. Tatsächlich mussten die Assyrer sich jedoch zurückziehen und Syrien und Phönizien den lokalen Fürsten überlassen.
Die Bibel berichtet weiter von einer Allianz zwischen Tyros und Jerusalem, die durch eine dynastische Ehe zwischen König Ahab von Israel und Isebel, der Tochter Etbaals, König von Tyros befestigt wurde. In dieser Zeit war es dem König gelungen, die anderen phönizischen Städte zu unterwerfen, insbesondere Sidon, den alten Gegner und zweitmächtigsten Stadtstaat an der Levante. Auch Kition auf Zypern wurde Tyros tributpflichtig. Zu dieser Zeit im ausgehenden 9. Jahrhundert wurde Tyros zur mächtigsten Handelsmetropole im Mittelmeerraum, dem wohl nur noch der Hafen von Gaza ebenbürtig war.
Im Buch Ezechiel spiegelt sich das so wider:

„Die Bewohner von Sidon und Arados waren deine Ruderer; deine Weisen, die in dir waren, Tyros, waren deine Steuermänner.“

Nach dem Sieg Tiglatpilesar III. über das gesamte Areal bis hin zu Assurbanipal berichten weitere assyrische Inschriften der eroberten Städte von den Phöniziern und sind somit wichtige Quelle der Phönizierforschung.
Flavius Josephus erzählt von der Niederlage der Assyrer bei der Belagerung von Tyros mit Hilfe der Flotte aus Sidon. Schließlich wurde Tyros von der Landseite durch Sargon II. belagert. Jedoch meldet ein hoher Beamter, dass die Bewohner weiter unverdrossen ihrer Überseehandelstätigkeit nachgingen.
Auch gegen Sanherib konnte sich die Inselfestung behaupten, obwohl das Festland wohl vollständig unter dessen Kontrolle geriet. Trotz seiner militärischen Stärke war Assyrien weiterhin auf den Fernhandel der Phönizier angewiesen.
Die jüngere Geschichte wird auch in den Historien des Herodot behandelt.

## Phönizier und moderne ethnische Identitäten
Bereits seit dem 19. Jahrhundert gibt es Versuche, die Herkunft der Bewohner des Libanon, insbesondere die der Maroniten, auf die Phönizier zurückzuführen und sie so sowohl von den Arabern als auch von den Juden abzugrenzen, vgl. Phönizianismus. DNA-Untersuchungen haben ergeben, dass jeder 17. Anwohner des Mittelmeers mit den Phöniziern genetisch verwandt ist und dass im Libanon 27 % der Bevölkerung, also etwa jeder Vierte, diese Verwandtschaft aufweisen.